# Stadio di Taksim
Lo stadio di Taksim (in lingua turca Taksim Stadyumu) fu il primo stadio di Istanbul.

## Storia
Nacque dalla trasformazione della caserma di Taksim, costruita nel XIX secolo, nel 1921 ed era ubicato nei pressi dell'attuale piazza Taksim. Venne utilizzato da tutte le maggiori squadre di calcio di Istanbul, compresi Galatasaray, Fenerbahçe e Beşiktaş. Aveva una capacità di circa 8.000 spettatori ma venne chiuso nel 1939 e demolito nel 1940 quando venne creata piazza Taksim. Il sito venne trasformato in parco pubblico al quale venne dato il nome di parco di Gezi (Gezi Parkı).
La prima gara della Nazionale di calcio della Turchia venne disputata allo stadio Taksim contro la Romania il 26 ottobre 1923, e terminò con il risultato di 2–2, con entrambi i gol della Turchia messi a segno da Zeki Rıza Sporel.